# Ascocarydion
Ascocarydion  é um gênero botânico da família Lamiaceae.

## Espécie
- Ascocarydion mirabile

## Nome e referências
Ascocarydion   (Briq. ) G.Taylor